# Гетьманівка (Куп'янський район)
Ге́тьманівка —  село в Україні, у Шевченківській селищній громаді Куп’янського району Харківської області. Населення становить 733 осіб. До 2020 орган місцевого самоврядування — Гетьманівська сільська рада.

## Географія
Село Гетьманівка знаходиться на лівому березі річки Великий Бурлук, вище за течією примикають села Мостове і Тетянівка, нижче за течією на відстані 3 км розташоване село Василенкове, на протилежному березі - село Одрадне. Річка в цьому місці звивиста, утворює стариці, лимани і заболочені озера.

## Історія
1797 — дата заснування.
7 (20) листопада 1917 року, відповідно до.Третього Універсалу Української Центральної Ради, увійшло до складу Української Народної Республіки.
12 червня 2020 року, відповідно до Розпорядження Кабінету Міністрів України № 725-р «Про визначення адміністративних центрів та затвердження територій територіальних громад Харківської області», увійшло до складу Шевченківської селищної територіальної громади.
19 липня 2020 року, в результаті адміністративно-територіальної реформи та ліквідації Шевченківського району, село увійшло до складу новоутвореного Куп'янського району Харківської області.

## Економіка
- Сільськогосподарське ТОВ «Ім. Ватутіна ».

## Об'єкти соціальної сфери
- Дитячий садок.
- Школа.
- Будинок культури.
- Фельдшерсько-акушерський пункт.